# Henry Molleston
Henry Molleston (* 1. Januar 1762 im Kent County, Delaware Colony; † 11. November 1819 in Dover, Delaware) war ein US-amerikanischer Politiker (Föderalistische Partei). Er wurde im Jahr 1819 zum Gouverneur des Bundesstaates Delaware gewählt, verstarb jedoch, bevor er das Amt antreten konnte.
Henry Molleston, dessen Vorfahren vermutlich aus den Niederlanden stammten und zu den frühen Siedlern in Lewes zählten, schlug eine berufliche Laufbahn als Arzt ein, war aber auch als Müller tätig. Er besaß zwei Mühlen entlang des St. Jones River. Molleston fungierte auch als Kurator der Union Academy, einer Privatschule in Camden.
Im Jahr 1792 gehörte er der Versammlung an, in der die Verfassung von Delaware aufgesetzt und ratifiziert wurde. 1799 wurde er ins Repräsentantenhaus von Delaware gewählt, wo er bis 1808 verblieb; danach übte er bis 1813 das Amt des Finanzministers (State Treasurer) in Delaware aus. Ein weiteres Jahr im Repräsentantenhaus schloss sich an, dann war Molleston von 1815 bis 1819 Staatssenator. Ab 1817 stand er dem Senat als Speaker vor.
Schließlich erfolgte im Jahr 1819 seine Wahl zum Gouverneur von Delaware. Mit 55 Prozent der Stimmen besiegte er Manaen Bull, den Kandidaten der Demokratisch-Republikanischen Partei. Nur kurze Zeit später verstarb Henry Molleston jedoch, ohne das Amt angetreten zu haben. Da dieses Szenario in der Verfassung nicht vorgesehen war, geriet Delaware kurzzeitig in eine politische Krise. Schließlich einigten sich die Volksvertreter darauf, dass der scheidende Gouverneur John Clark kurz vor dem Ende seiner Amtszeit zurücktreten sollte, sodass der zum neuen Speaker des Senats gewählte Jacob Stout ihm nachfolgen konnte. Dabei wurde aber die Vereinbarung getroffen, dass Stout den Posten nach einem Jahr wieder abtritt, um eine offizielle Nachwahl zu ermöglichen.